# Burgonyavirágúak

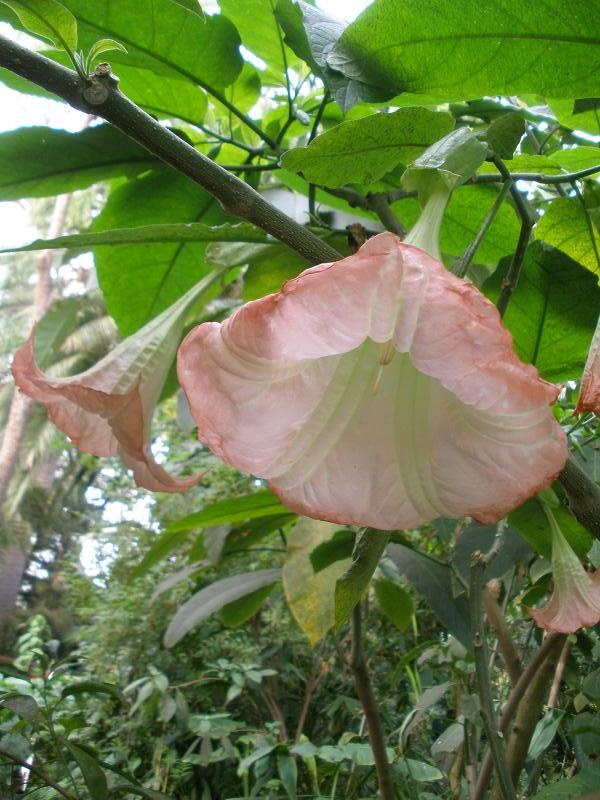
A Brugmansia × candida 'Grand Marnier' a szubtrópusi burgonyavirágúak egyike.

A burgonyavirágúak (Solanales) az APG-rendszer szerint a valódi kétszikűek (eudicots) euasterid I csoportjába tartozó klád 5 családdal, 165 nemzetséggel, 4080 fajjal. A klád 86-82 millió éves.

## Rendszerezésük

### APG I, II és III
Az Angiosperm Phylogeny Group az 1998-as osztályozásában még a következő családokat sorolta a kládba:

Convolvulaceae, Cuscutaceae, Duckeodendraceae, Goetzeaceae, Humbertiaceae, Montiniaceae, Nolanaceae, Polypremaceae, Solanaceae, Sphenocleaceae.
A jelenlegi (APG III) osztályozás több családot egyesít, ezért a jelenlegi lista:
- Convolvulaceae (benne Humbertiaceae, Cuscutaceae)
- Solanaceae (benne Nolenaceae, Duckeodendraceae, Goetzeaceae)
- Montiniaceae
- Sphenocleaceae
- Hydroleaceae

### Cronquist
A Cronquist-rendszer a rendet az Asteridae alosztályba sorolta az alábbi családokkal: 
- Duckeodendraceae
- Nolanaceae
- Solanaceae
- Convolvulaceae
- Cuscutaceae
- Menyanthaceae
- Polemoniaceae
- Hydrophyllaceae
- Retziaceae

## Jellemzésük
A klád két legnépesebb családja, a szulákfélék (Convolvulaceae) és a burgonyafélék (Solanaceae) közös jellemzője a tölcsérszerű, forrtszirmú virág és az, hogy a csésze a termésen marad. Molekuláris genetikai vizsgálatok is igazolták közeli rokonságukat, együtt alkotják a core Solanales-t (a kládi központi részét). A három maradék kis család a Solanales-be tartozását inkább csak a molekuláris genetikai vizsgálatok támogatják.